# Ulla! min Ulla!
Ulla! min Ulla!, Till Ulla i fönstret på Fiskartorpet middagstiden en sommardag, eller Fredmans epistel n:o 71, är en visa av Carl Michael Bellman. Den benämns av författaren själv som pastoral, och är dedicerad "till herr assessor Lundström". Carl Jacob Lundström var en av Bellmans vänner. Han spelade en framträdande roll i Stockholms ordenssällskap, bland annat i Par Bricole, och hade varit drivande i att samla in prenumeranter till utgivningen av epistlarna.

## Handling
Epistelns handling utspelas på Fiskartorpet på Djurgården i Stockholm, på udden mellan sjön Laduviken och kärret Uggleviken. Dikten är en parodi på serenaden: Ulla står i fönstret på krogen och beundraren Fredman sitter på sin häst ett stycke nedanför, men det är middagstid. Beundraren lägger dessutom lika mycket energi på sin beundran av den omgivande naturen som av Ulla; varje strof består av två delar: först en uppvaktning i dur, sedan en naturlyrisk refräng i moll.
I första strofen uppvaktar Fredman Ulla med en inbjudan till lunch på smultron, ruda och svalt vatten, och förklarar i höviska men eggande vändningar hur värdshusets dörrar slås upp av sommarens vindar. Andra strofen är till en början en jämförelse mellan landets frid och stadens jäkt, innan Fredman ber Ulla att pigga upp honom med skorpa och Hoglandsvin, där han sitter till häst. I tredje strofen framstår hästen tydligt som en sexuell metafor, och passionen får fritt, men fortfarande anständigt, spelrum.